# Takatomi Nobunaga
Takatomi Nobunaga (信長 貴富, Nobunaga Takatomi), né en 1971 est un compositeur japonais, principalement de musique chorale. En 1994 il est diplômé du département d'éducation de la faculté de littérature de l'université Sophia. Il est autodidacte en composition. Sa musique chorale est actuellement souvent jouée au Japon.

## Œuvres principales

### Instrumentales
- From Nowhere pour flûte, marimba et vibraphone
- Wind Vane pour flûte, violoncelle et piano
- Quatuor à cordes
- Prélude pour piano

### Chœurs
- Nostalgia pour chœur mixte a cappella (arrangement)
- Songs for a Fresh Heart chœur mixte et piano
- Seven Children's Songs pour chœur de femmes / voix égales sans accompagnement (arrangement)
- Voice pour chœur d'hommes a cappella
- Cowboy Pop pour voix mixtes a cappella
- Faraway pour voix mixtes a cappella
- Kan kan kakurembo - Nursery Rhyme of Wakayama pour chœur de femmes ou d'enfants
- Hab' ein Lied auf den Lippen pour chœur d'hommes et piano
- A Tree pour chœur de femmes sans accompagnement
- Two songs of Corsica Island pour chœur de femmes sans accompagnement (arrangement)

## Source de la traduction
- (en) Cet article est partiellement ou en totalité issu de l’article de Wikipédia en anglais intitulé « Takatomi Nobunaga » (voir la liste des auteurs).